# Abel Gómez Moreno

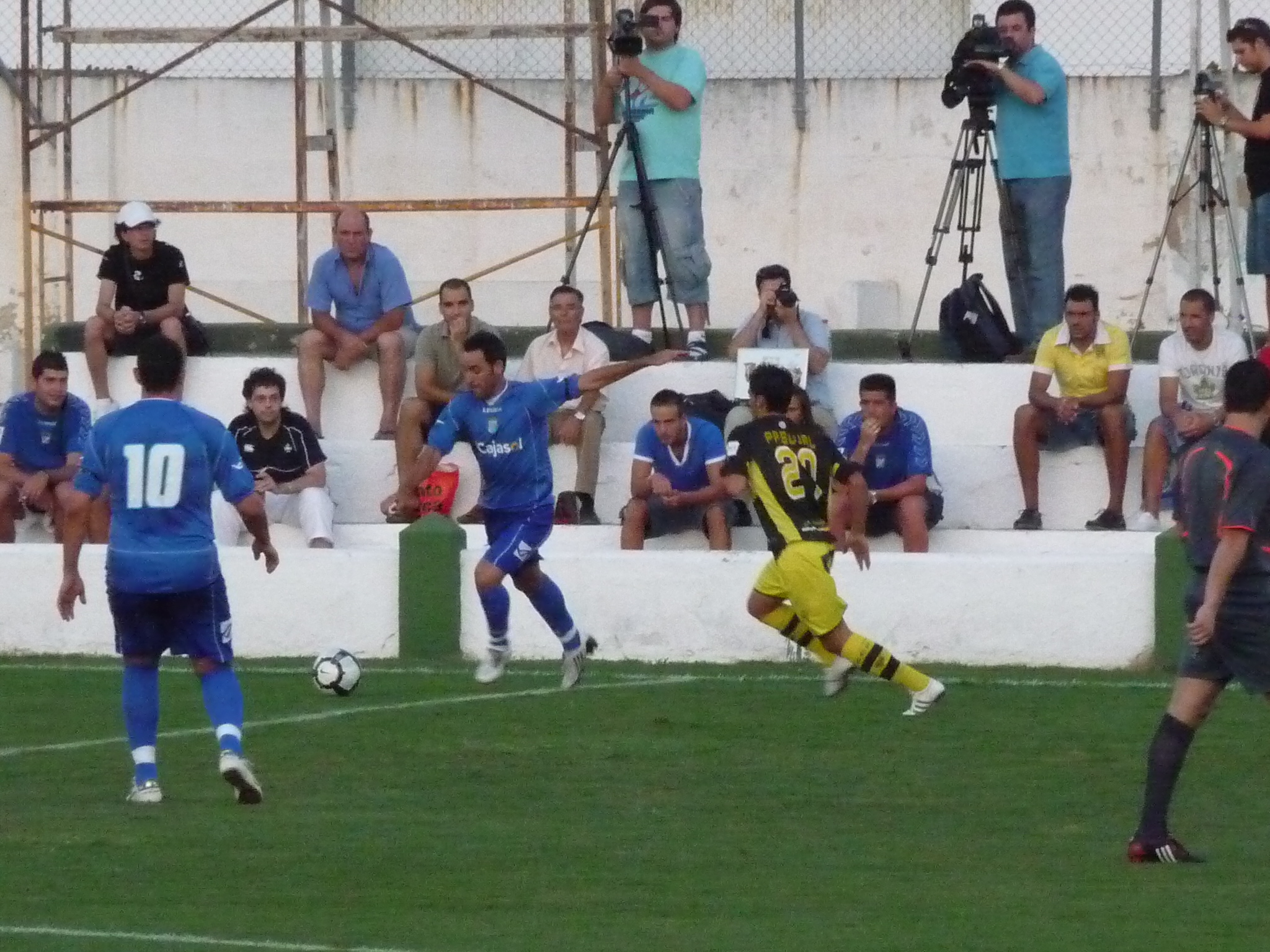

Abel Gómez Moreno (* 20. Februar 1982 in Sevilla) ist ein ehemaliger spanischer Fußballspieler und heutiger -trainer bei Recreativo Huelva.

## Karriere
Moreno startete seine Karriere als Fußballer 2002 bei Sevilla Atlético, der zweiten Mannschaft des FC Sevilla. Nach drei Spielzeiten verließ er diese, um bei Málaga B, also einer weiteren Reserve-Mannschaft zu spielen. Der große Unterschied war jedoch die Ligazugehörigkeit, da Málaga B zu diesem Zeitpunkt in der Segunda División war. Für diese war er zwei Jahre aktiv – im ersten Anlauf konnte noch der Klassenerhalt erreicht werden, im zweiten Jahr folgte der Abstieg. Daraufhin verließ Moreno das B-Team, um sich dem Zweitliga-Konkurrenten Real Murcia anzuschließen. In der Saison 2006/07 gelang ihm mit seiner Mannschaft der Aufstieg in die Erstklassigkeit.
Im Sommer 2008 nahm ihn der rumänische Rekordmeister Steaua Bukarest Moreno unter Vertrag. Dort kam er lediglich auf zwei Einsätze und verließ Bukarest Anfang 2009 wieder. Er heuerte bei Deportivo Xerez an, das seinerzeit in der Segunda División spielte. In Xerez wurde er nach Anfangsschwierigkeiten zur Stammkraft und erreichte mit seiner Mannschaft den Aufstieg 2009. In der Primera División musste er jedoch den umgehenden Abstieg hinnehmen. Er selbst kam dabei nur unregelmäßig zum Einsatz. Im Sommer 2010 wechselte zum FC Granada in die Segunda División. Er erreichte mit dem Aufsteiger am Ende der Spielzeit 2010/11 den fünften Tabellenplatz und stand in nahezu allen Spielen in der Startformation. In den Play-offs erreichte er den Aufstieg. In der Primera División kam er meist als Einwechselspieler zum Zuge und schaffte mit seiner Mannschaft am Ende der Saison 2011/12 den Klassenerhalt. Er verließ Granada im Sommer 2012 und wechselte zum FC Córdoba in die Segunda División. Nachdem die Spielzeit 2012/13 auf einem Platz im Mittelfeld abgeschlossen worden war, beendete er mit seiner Mannschaft die nachfolgende Saison auf dem siebenten Platz und stieg erneut auf. In beiden Jahren war er Stammspieler. Eine Liga höher kam er nur unregelmäßig zum Zuge und verpasste am Ende der Spielzeit 2014/15 klar den Klassenverbleib.
Im Sommer 2015 wechselte Moreno zum FC Cádiz, der seinerzeit in der Segunda División B spielte. Die Saison 2015/16 beendete er mit seiner Mannschaft auf dem vierten Platz und erreichte über die Play-offs den Aufstieg in die Segunda División. In der ersten Hälfte der Spielzeit 2016/17 kam er lediglich viermal zum Einsatz. Im Januar 2017 verließ er Cádiz und schloss sich Lorca Deportiva in der Segunda División B an. Mit seiner neuen Mannschaft stieg er im Sommer in die Segunda División auf. Dort kam er zu Beginn der Saison 2017/18 meist als Einwechselspieler zum Zuge und heuerte Anfang 2018 bei UCAM Murcia CF in der Segunda División B an. Dort spielte er elfmal und schoss dabei ein Tor, ehe er 2018 zu seiner letzten Karrierestation wechselte, zu Atlético Sanluqueño, für die er zwei Tore in 21 Partien schoss.
Dort fing er anschließend im Januar 2019 auch als Trainer an. In der dritten spanischen Liga führte er den Verein auf den 13. Tabellenplatz. In der Folgesaison blieb er acht Spiele ohne Sieg und wurde am 28. Spieltag vom Trainerposten entlassen. Im März 2021 fing er dann bei Rayo Majadahonda in der gleichen Liga an und verpasste mit seinem neuen Team nur knapp den Aufstieg in die Segunda División. In der Saison 2021/22 führte er Majadahonda bis auf die Playoff-Plätze, scheiterte jedoch knapp in den Aufstiegsspielen. Anschließend verließ er den Verein und fing beim Viertligisten Recreativo Huelva an.

## Erfolge
- 2006/07 – Aufstieg in Primera División mit Real Murcia
- 2008/09 – Aufstieg in Primera División mit Deportivo Xerez
- 2010/11 – Aufstieg in Primera División mit FC Granada
- 2013/14 – Aufstieg in Primera División mit FC Córdoba
- 2017/18 – Aufstieg in Segunda División mit Lorca Deportiva